# Rầy chổng cánh
Rầy chổng cánh (Danh pháp khoa học: Diaphorina citri) là một loài rầy thuộc họ rầy Psyllidae, chúng là một loài côn trùng có hại đối với các cây ăn quả có múi mà điển hình là cam, quýt, chanh, chúng là tác nhân chính của bệnh vàng lá gân xanh hay bệnh vàng lá cam (Greening) ở cây có múi. Đây được xem là đối tượng côn trùng gây hại nguy hiểm nhất trên cây có múi nói chung và cây cam sành nói riêng.

## Đặc điểm
Rầy chổng cánh sinh trưởng và phát triển trong nhiều điều kiện nhiệt độ khác nhau, rầy trưởng thành có thể tồn tại được ở nhiệt độ lạnh – 4 độ C và cả vùng khí hậu nóng và khô. Thân hình chúng rất nhỏ, thành trùng dài từ 2-3mm, ít bay nhảy, có cánh dài, màu xám đen với vệt trắng lớn chạy từ đầu đến cuối cánh, lúc đậu cánh và bụng nhô cao hơn khỏi đầu tạo thành một đường xiên 30-45 độ C. Khi đậu, cả cơ thể và cánh chổng ngược lên trời tạo thành góc 40-45 độ so với bề mặt lá (đây là đặc điểm nhận diện dễ nhất, vì hầu như chỉ có loài rầy này có cách đậu như vậy). 

## Vòng đời
Vòng đời của rầy chổng cánh từ 28-32 ngày, có thể có từ 12-14 thế hệ/năm. Chúng trưởng thành sau vũ hóa 4-5 ngày sẽ bắt cặp. Con cái đẻ khoảng 200-800 trứng vào ban ngày, thời gian ủ trứng từ 3-7 ngày, ấu trùng có 5 tuổi, phát triển trong thời gian từ 18-25 ngày. Giai đoạn sâu non của rầy chổng cánh có 5 tuổi. Vòng đời rầy tương đối ngắn từ 19,6- 30,3 ngày tuỳ theo điều kiện nhiệt độ và ẩm độ của các tháng trong năm. Ở điều kiện miền Bắc hàng năm có 9- 10 lứa. Các đợt phát sinh với mật độ quần thể cao trong năm trùng với các thời điểm ra lộc của cây như lộc xuân vào tháng 3, 4 và lộc thu vào tháng 8, 9

## Gây hại
Vào mùa mưa, khi các họ cây có múi (cam, quýt, bưởi...) bắt đầu ra đọt non hoặc trổ bông, là lúc rầy chổng cánh xuất hiện và gây hại, đây được xem là đối tượng côn trùng gây hại nguy hiểm nhất trên cây có múi nói chung. Rầy chổng cánh xuất hiện trên cây trồng khi có chồi non, nếu ký chủ chính như cam, quýt, bưởi... không có chồi non thì rầy di chuyển sang các ký chủ phụ như nguyệt quế, cằng thăng để duy trì mật số. Nếu cây bị bệnh trái thường nhỏ, không có giá trị thương phẩm.